# Oluoma Nnamaka
Oluoma Onyeabor Somawina Nnamaka (Uppsala, 14 settembre 1978) è un ex cestista svedese.
Giocava nel ruolo di ala, è alto 200 cm e pesa 100 kg. Ha una sorella Chioma, anch'ella cestista.

## Carriera
Nato in Svezia da padre nigeriano e madre svedese, muove i primi passi nel Fyrishov e nel Sallén Basket. A vent'anni si trasferisce negli Stati Uniti, dove studia per quattro anni alla Marquette University giocando per due anni col campione NBA Dwyane Wade.
Ritorna in Europa a ventiquattro anni per giocare nel campionato tedesco, con il Telekom Baskets Bonn. Ha giocato nel massimo campionato italiano nella stagione 2005-06 e in Legadue nelle stagioni 2006-07 e 2007-08 vestendo le maglie dell'Upea Capo d'Orlando e del Basket Club Ferrara, squadra con cui ha ottenuto la promozione in serie A nel 2008. Ha conquistato l'accesso alla massima serie anche alla Junior Casale Monferrato, giocando in Legadue prima e in Serie A poi, nei due anni di permanenza in Piemonte.
Nel 2012 è tornato in patria a Uppsala.
Complessivamente ha giocato 112 partite con la maglia della nazionale svedese, dandone l'addio nel giugno 2008.